# Paulownien
Die Paulownien (Paulownia) sind die einzige Gattung der Pflanzenfamilie Blauglockenbaumgewächse (Paulowniaceae). Die etwa sieben Arten sind in Ostasien heimisch, aber wachsen auch in Europa als Neophyt.

## Beschreibung

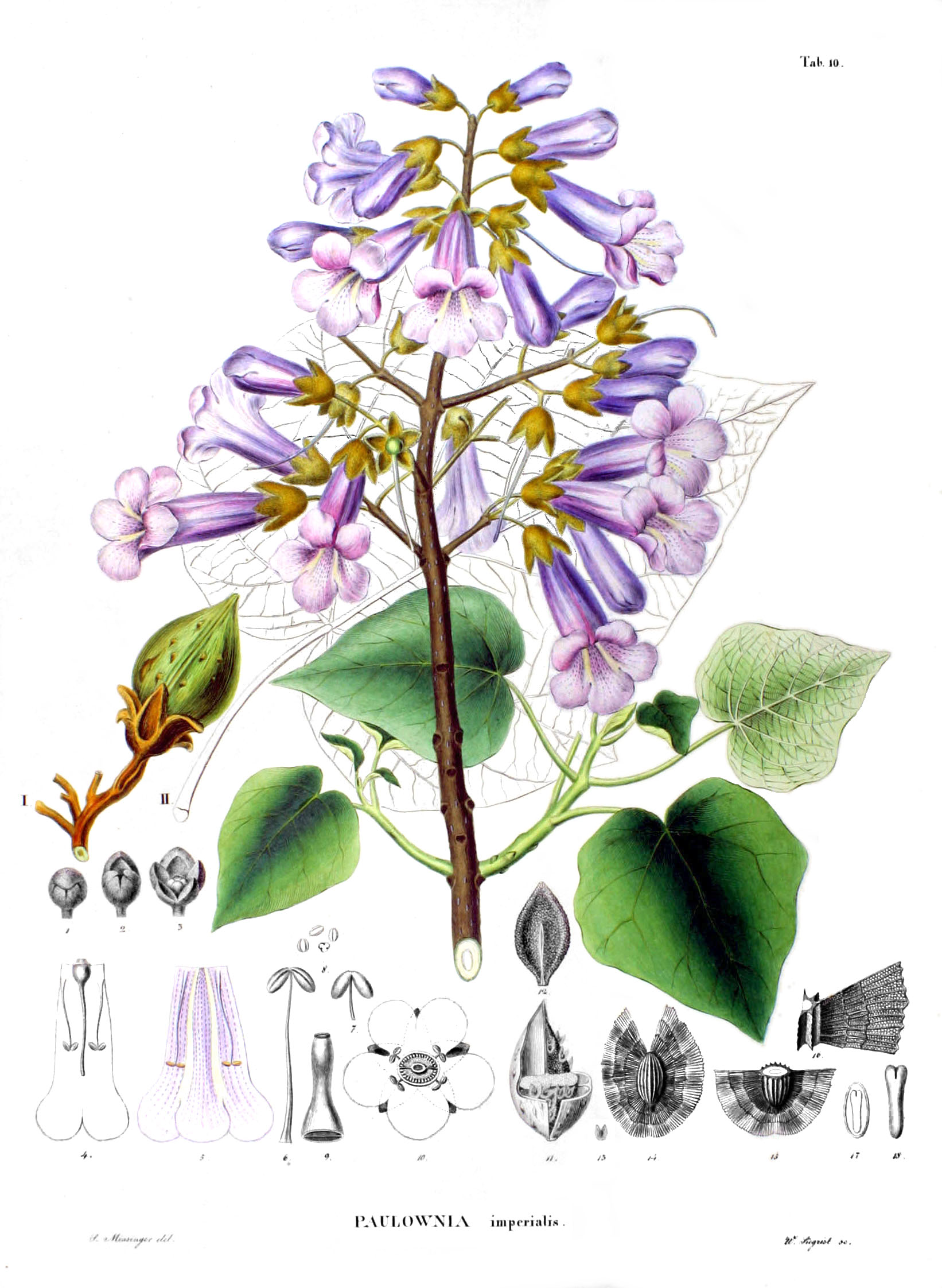
Illustration des Blauglockenbaumes (Paulownia tomentosa, Syn.: Paulownia imperialis), aus Siebold & Zuccarini: Flora Japonica, 1870, Tafel 10

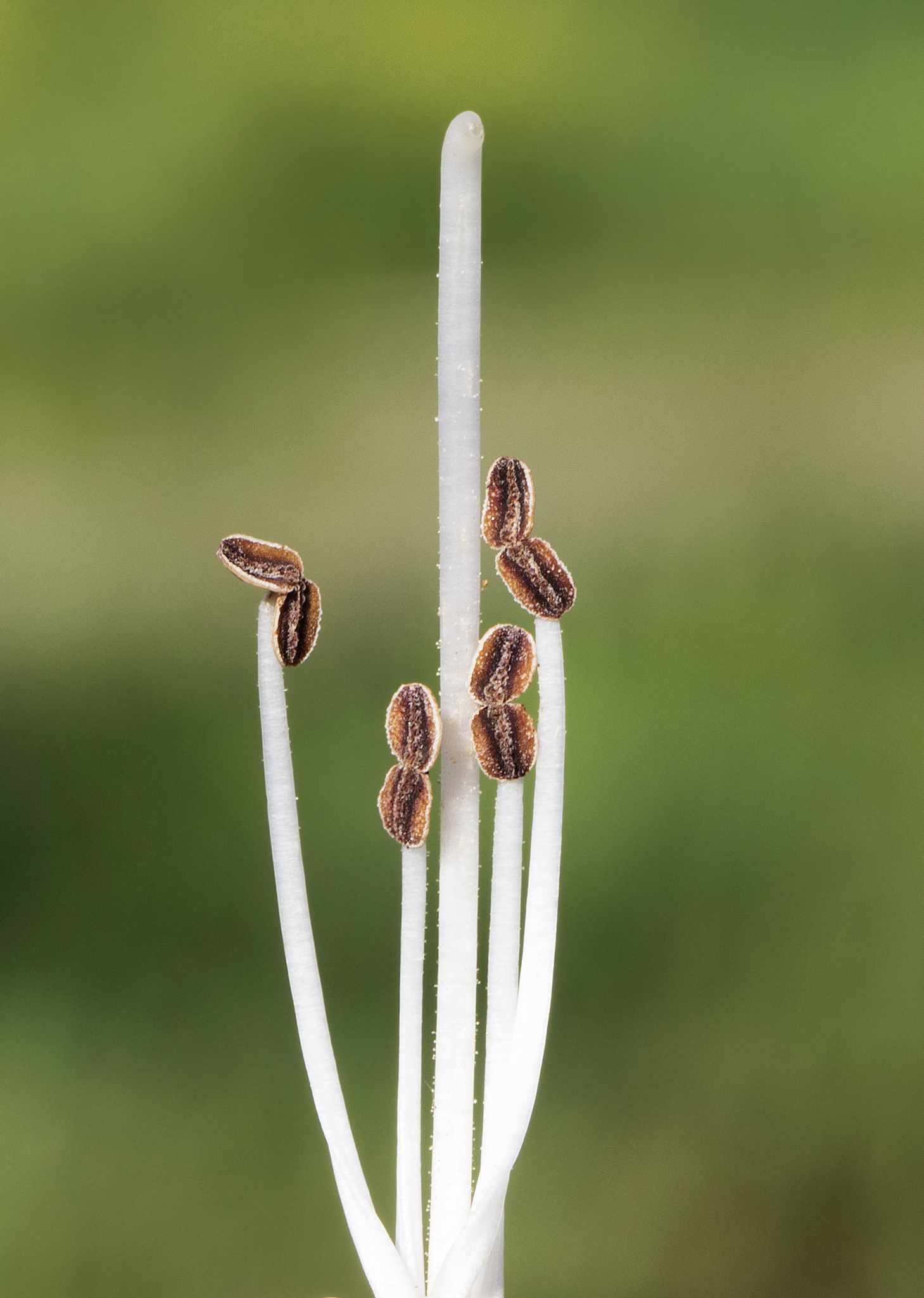
Griffel und Staubblätter von Paulownien, man sieht beim Griffel oben eine kleine Öffnung, darin sind die Narben versteckt; darum heißen sie auch „Röhrennarben“

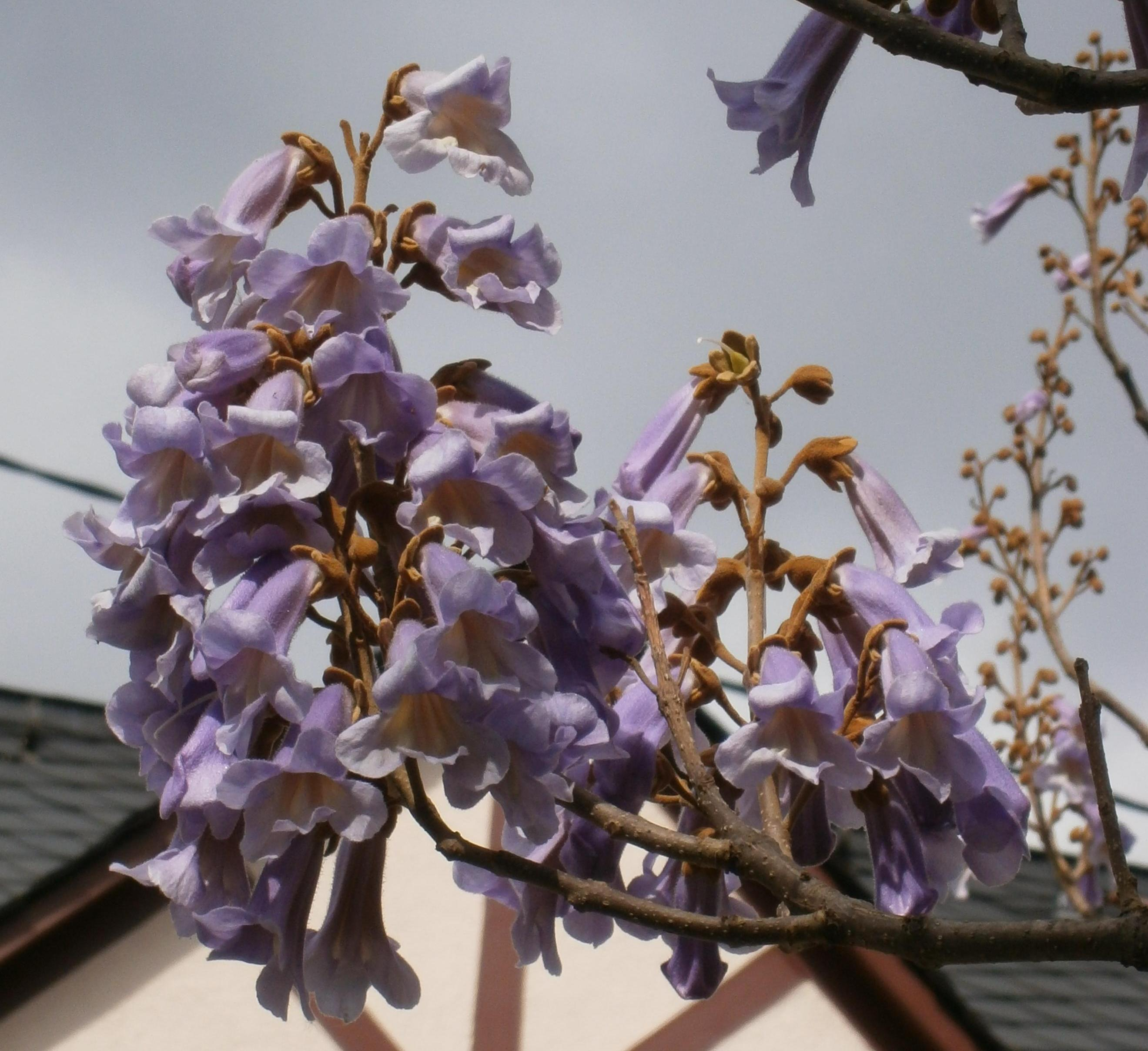
Blütenstand des Blauglockenbaumes (Paulownia tomentosa)

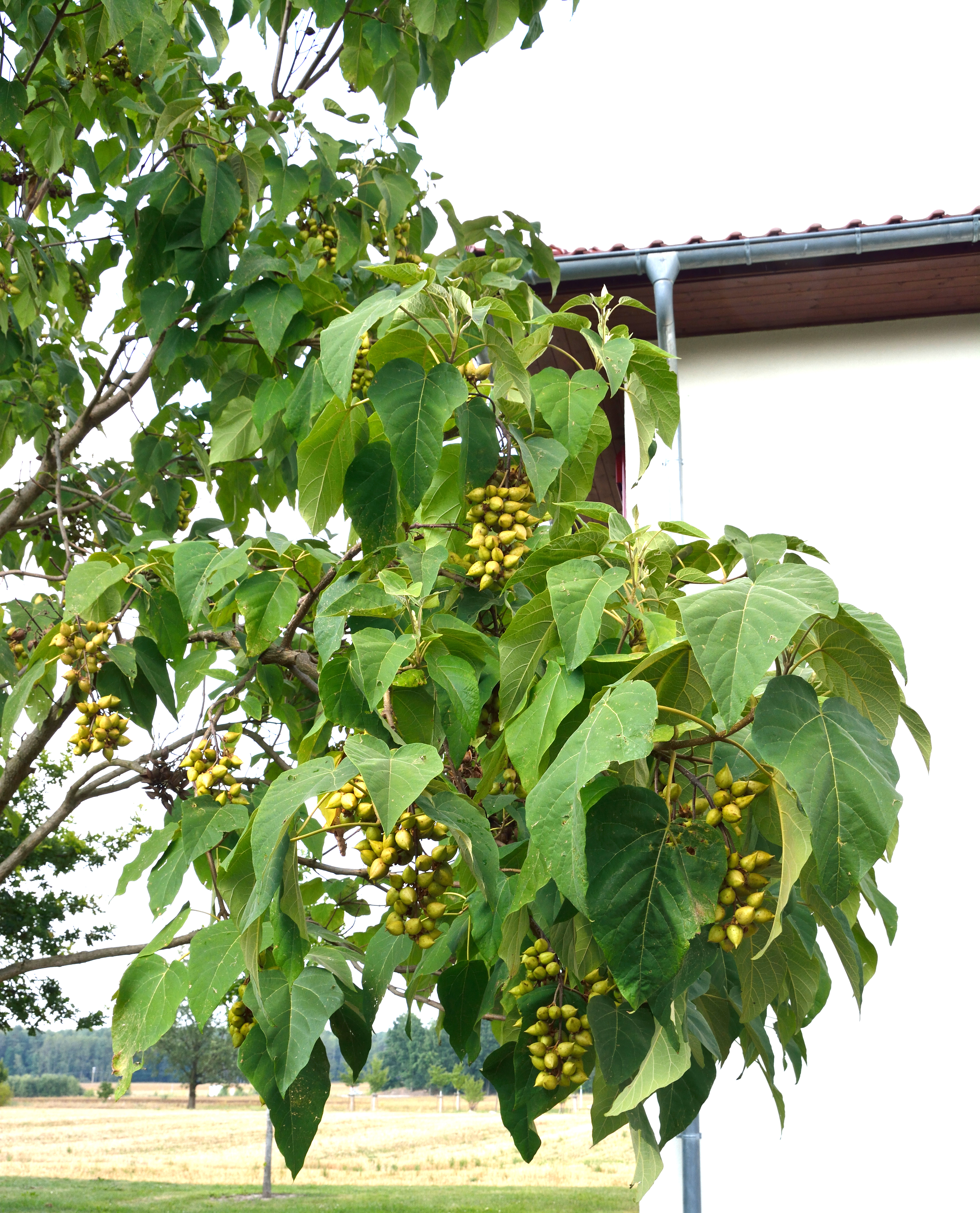
Laubblätter und Früchte Ende August

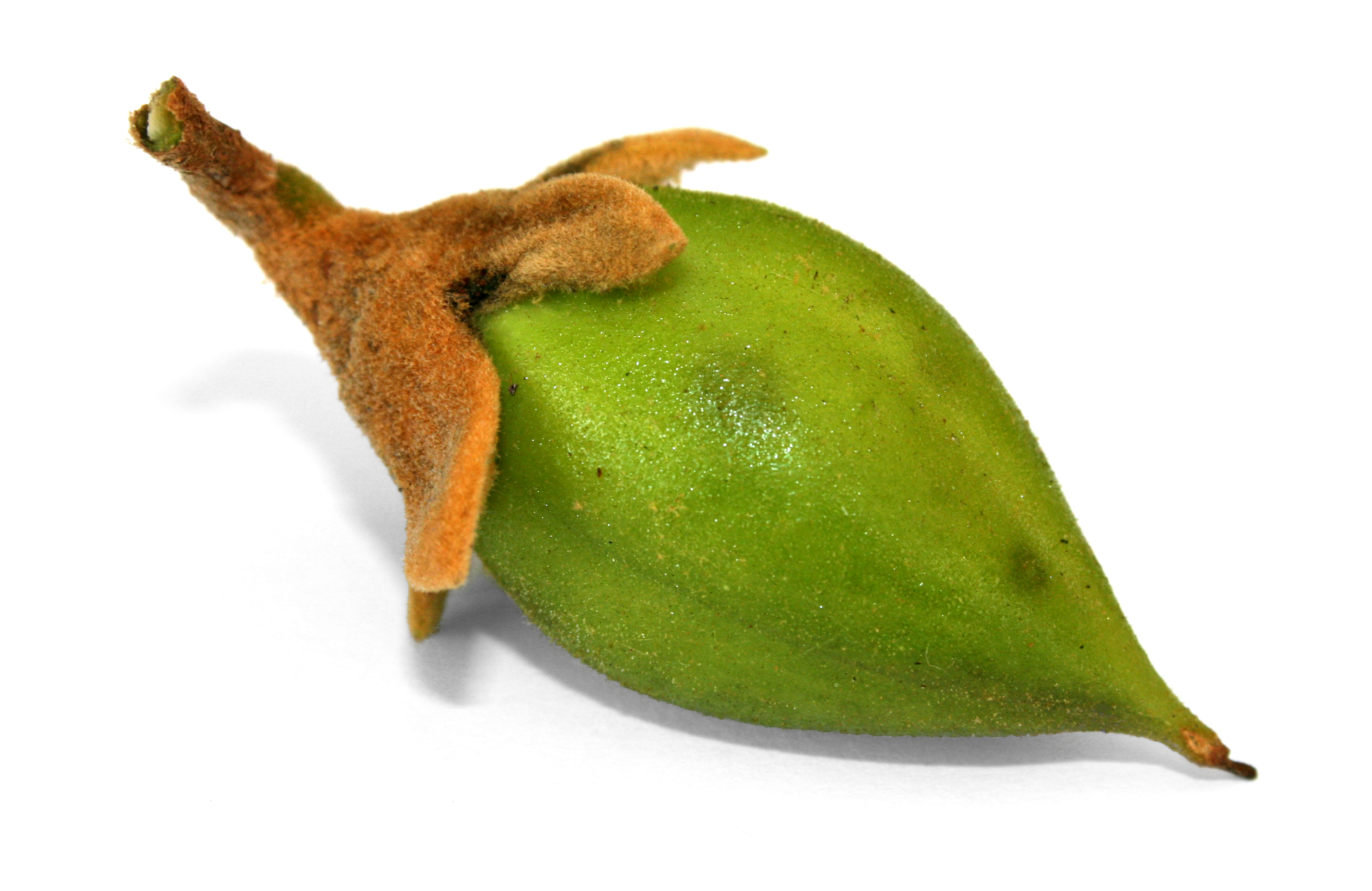
Unreife Kapselfrucht der Paulownia mit dem charakteristischen „Toment“ des Kelchs

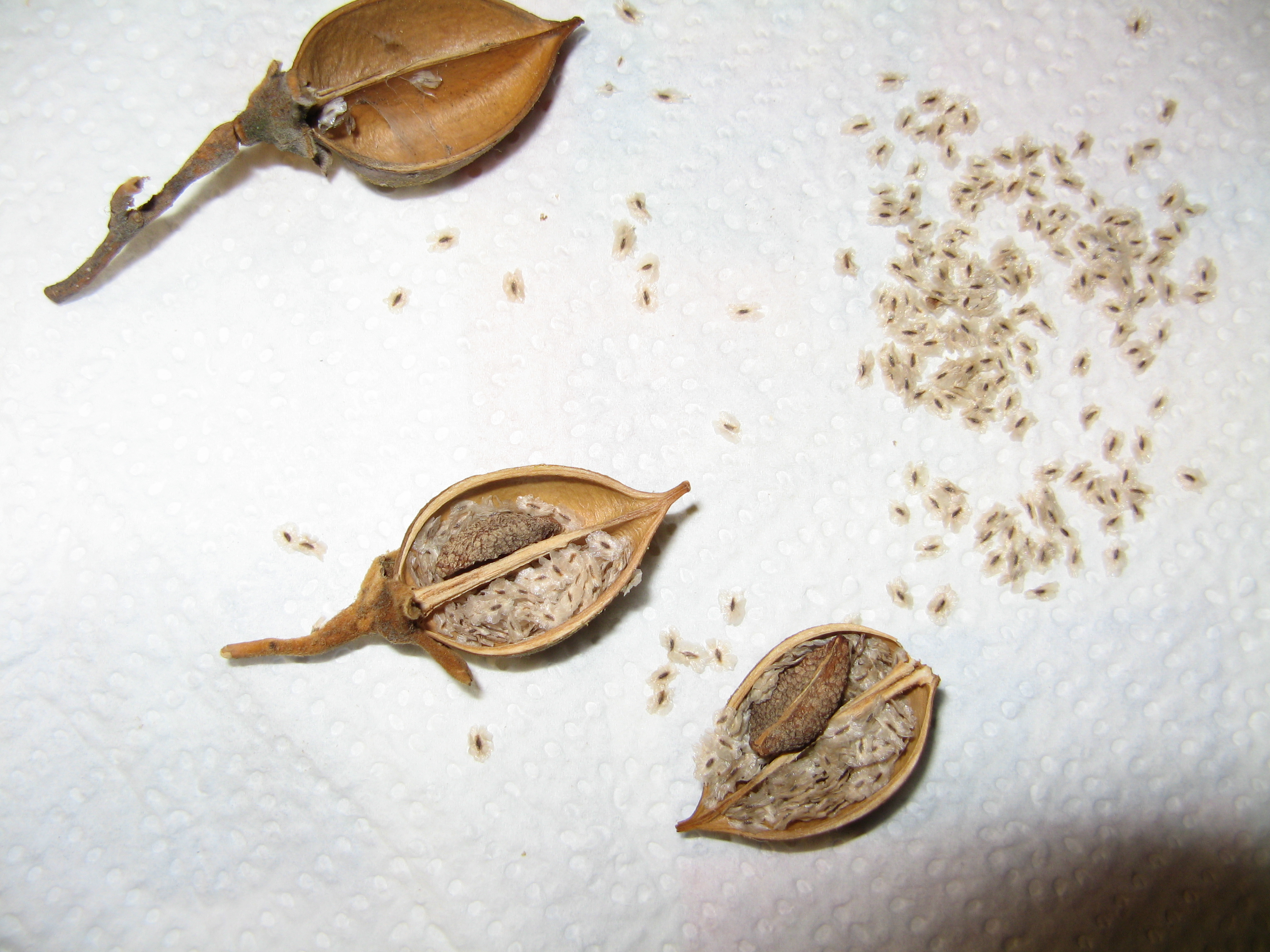
Geöffnete Kapselfrucht mit den Samen des Blauglockenbaumes

### Erscheinungsbild und Blätter
Die Paulownia-Arten sind sommergrüne oder – in tropischem Klima – immergrüne Bäume. Die glatte Borke besitzt schon in jungen Jahren auffällige Lentizellen, die sich im Laufe der Zeit längs erweitern. Die Zweige besitzen keine Endknospen.
Die gegenständig an den Zweigen angeordneten Laubblätter bestehen aus einem langen Blattstiel und einer einfachen Blattspreite. Die Blattspreite ist ungeteilt oder leicht drei- bis fünflappig mit gewelltem, an jungen Bäumen oft gesägten Blatträndern.

### Blütenstände und Blüten
Der große Gesamtblütenstand ist ein pyramidaler bis zylindrischer Thyrsus mit meist drei- bis fünfblütigen, (ein- bis achtblütigen) zymösen Teilblütenständen. Es kann ein Blütenstandsschaft vorhanden sein.
Die zwittrigen, zygomorphen Blüten sind mit Längen von 5 bis 7 Zentimetern ziemlich groß und fünfzählig mit doppelter Blütenhülle. Die größten Blüten hat Paulownia fortunei mit Längen von 8 bis 12 Zentimetern und die kleinsten Paulownia kawakamii mit Längen von 3 bis 5 Zentimetern. Die fünf behaarten Kelchblätter sind glockenförmig bis verkehrt-kegelförmig miteinander verwachsen mit fast gleichen Kelchzähnen, wobei der obere etwa größer ist. Die fünf weißen bis purpurfarbenen Kronblätter sind trichterförmig-glockig bis röhrig-trichterförmig verwachsen. Die Kronröhre ist an ihrer Basis verengt und leicht gekrümmt. Die Blütenkrone ist zweilippig mit längerer, dreilappiger Unterlippe und kürzerer zweilappiger Oberlippe. Innen an der Blütenkrone angewachsen sind die vier Staubblätter, von denen zwei länger und zwei kürzer sind und nicht aus der Krone herausragen. Manchmal sind auch fünf Staubblätter vorhanden. Die Staubfäden sind in der Nähe ihrer Basis gedreht. Der oberständige, zweifächrige Fruchtknoten trägt an der Spitze den Griffel, der etwa so lang wie die Staubblätter ist. Es werden spezielle „Röhrennarben“ gebildet, hier sind die Narben in einer Höhlung am Griffelende versteckt.

### Früchte und Samen
Die lokuliziden Kapselfrüchte öffnen sich mit zwei oder unvollständig vier Klappen und enthalten zahlreiche Samen. Die kleinen Samen besitzen wenig Endosperm und sind häutig geflügelt.

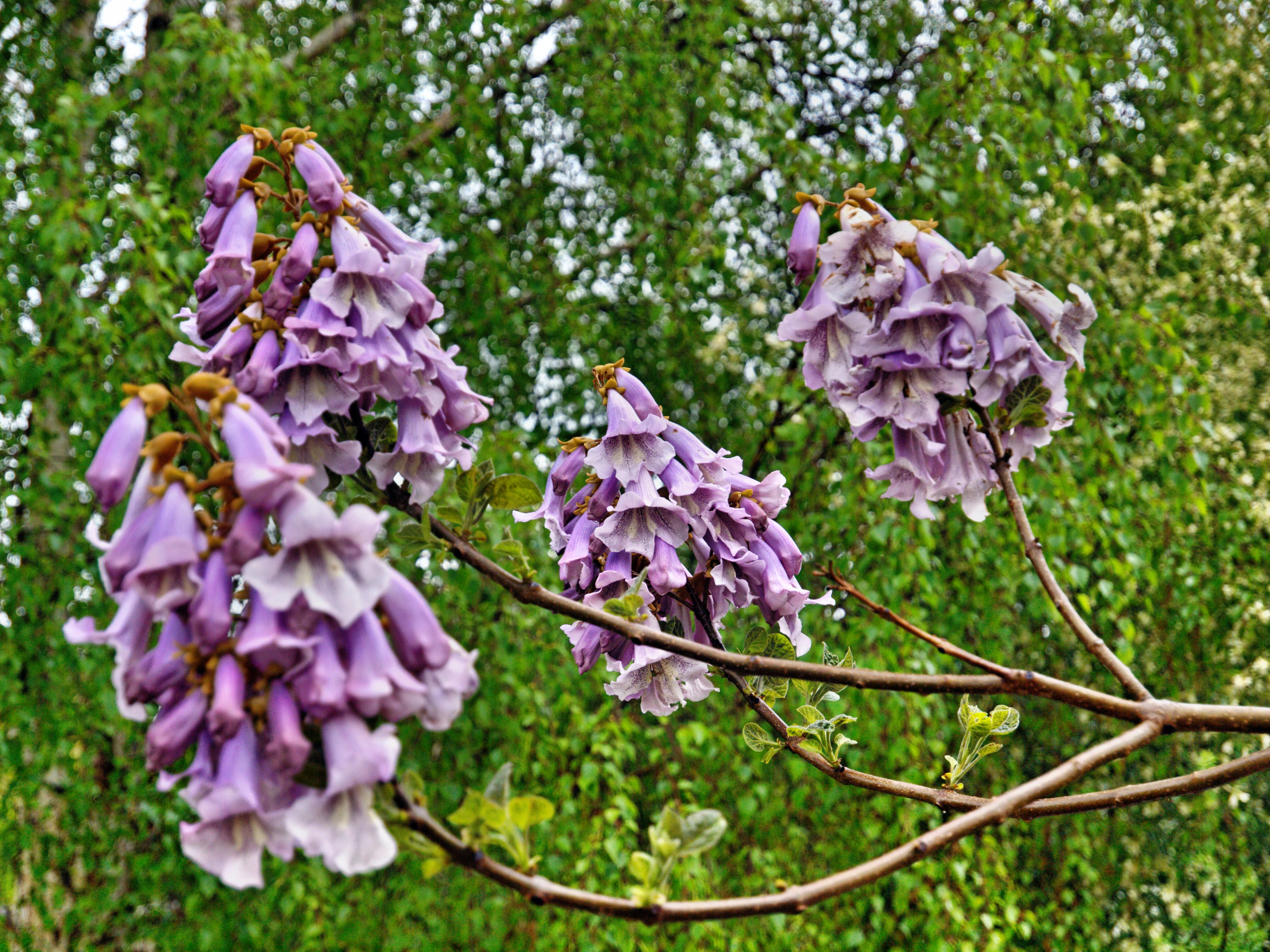
Blüten von Paulownia kawakamii

## Systematik und Verbreitung
Die Erstbeschreibung der Gattung Paulownia erfolgte 1835 mit der Typusart Paulownia imperialis (heute ein Synonym von Paulownia tomentosa var. tomentosa) durch Philipp Franz von Siebold und Joseph Gerhard Zuccarini in Flora Japonica, 1, S. 27. Der Gattungsname Paulownia ehrt die russische Zarentochter Anna Pawlowna. Die Familie Paulowniaceae wurde 1949 durch Takenoshin Nakai im Journal of Japanese Botany, 24, S. 13, erstmals erwähnt. Die Gattung Paulownia wurde lange zur Familie der Braunwurzgewächse (Scrophulariaceae) gerechnet. Nach neueren mit molekularbiologischen Methoden gewonnenen Erkenntnissen stellt sie aber die einzige Gattung der eigenständigen Familie Blauglockenbaumgewächse (Paulowniaceae) dar.
Alle Paulownia-Arten sind im östlichen und zentralen China heimisch, drei davon auch auf Taiwan. Eine Art, Paulownia fortunei, kommt im Süden noch bis Laos und nördliche Vietnam vor.
Als Neophyt verbreitet sich Paulownia tomentosa in der Schweiz selbstständig und steht auf der Watch List für invasive Neophyten. Es wird erwartet, dass sich die Art in Zukunft unkontrolliert verbreitet mit dem Potential, einheimische Pionierpflanzen zu verdrängen. In Deutschland hat sie den Status einer potentiell invasiven Art und ist auf der grauen Liste des Bundesamts für Naturschutz aufgeführt.
Es gibt etwa sieben Paulownia-Arten:
- Paulownia catalpifolia T.Gong ex D.Y.Hong: Dieser Endemit gedeiht in tiefen Höhenlagen nur im Zou Xian in der chinesischen Provinz Shandong.
- Paulownia elongata S.Y.Hu: Er gedeiht wild oder kultiviert in tiefen Höhenlagen in den chinesischen Provinzen Anhui, Hebei, Henan, Hubei, Jiangsu, Shaanxi, Shandong sowie Shanxi.
- Paulownia fargesii Franchet: Er gedeiht wild oder kultiviert in Vietnam und in den chinesischen Provinzen Guizhou, Hubei, Hunan, Sichuan sowie Yunnan.
- Paulownia fortunei (Seemann) Hemsley: Er gedeiht wild oder kultiviert in Laos, Vietnam, Taiwan und in den chinesischen Provinzen Anhui, Fujian, Guangdong, Guangxi, Guizhou, Hubei, Hunan, Jiangxi, Sichuan, Yunnan sowie Zhejiang.
- Paulownia kawakamii T.Ito: Er gedeiht in Höhenlagen von 200 bis 1500 Meter in Taiwan und in den chinesischen Provinzen Fujian, Guangdong, Guangxi, Guizhou, Hubei, Hunan, Jiangxi sowie Zhejiang.
- Paulownia taiwaniana T.W.Hu & H.J.Chang: Diese Art wurde 1991 und 1994 unter dem Namen Paulownia ×taiwaniana T.W.Hu & H.J.Changals als natürliche Hybride zwischen Paulownia fortunei und Paulownia kawakamii identifiziert.[6][7] Aber sie wird 1998 in der Flora of China und allen späteren Arbeiten mit dem gültigen Namen Paulownia taiwaniana geführt. Ein weiteres Synonym ist Paulownia australis Gong Tong. Er gedeiht in Sekundärwäldern unterhalb von 1200 Meter in Taiwan und in den chinesischen Provinzen Fujian, Guangdong, Hunan sowie Zhejiang.
- Blauglockenbaum, Kaiser-Paulownie (Paulownia tomentosa (Thunb.) Steudel):
  - Paulownia tomentosa (Thunb.) Steudel var. tomentosa: Er gedeiht meist kultiviert unterhalb von etwa 1800 Meter in den chinesischen Provinzen Anhui, Hebei, Henan, Hubei, Hunan, Jiangsu, Jiangxi, südlichen Liaoning, Shaanxi, Shandong, Shanxi. Er wird in den gemäßigten Breiten als Zierpflanze verwendet.
  - Paulownia tomentosa var. tsinlingensis (Pai) Gong Tong: Er gedeiht wild oder kultiviert in Höhenlagen unterhalb von 1700 Meter in den chinesischen Provinzen Gansu, Henan, Hubei, Shaanxi, Shandong, Shanxi sowie nördlichen Sichuan.

## Nutzung
Der Blauglockenbaum (Paulownia tomentosa) wird in klimatisch wärmebegünstigten Gebieten in Japan, Europa und Nordamerika als Zierpflanze und schnellwachsende Nutzpflanze verwendet. Sein Holz ist fast so leicht wie Balsaholz und relativ steif. Es wird als leichte Zwischenschicht beispielsweise im Möbelbau, für Musikinstrumente oder als Kernmaterial für Surfboards genutzt. Auch manche traditionelle Möbelstücke werden in Japan aus Paulownia gefertigt.
Seit 2012 werden Blauglockenbäume (Paulownia elongata, Paulownia fortunei, Paulownia tomentosa) auch in Deutschland in Plantagen zur Nutzholzgewinnung angebaut. Die deutschen Holzproduzenten bezeichnen diesen Baum auch japanisch als „Kiribaum“.

„5-7-5 Paulownie“ als Wappen der japanischen Regierung.

## Symbolik
In Japan ist die „5-7-5 Paulownie“ – ursprünglich Wappen der Ashikaga-Fürsten – das Wappen des japanischen Premierministers bzw. der Regierung. Auch die japanische 500-Yen-Münze ziert der Blütenstand der Paulownie.